# گالت (کالیفرنیا)
گالت (به انگلیسی: Galt) شهری در شهرستان ساکرامنتو، کالیفرنیا ایالت کالیفرنیا است که در سرشماری سال ۲۰۱۰ میلادی، ۲۳۶۴۷ نفر جمعیت داشته است.